# Duistere verhalen uit de middeleeuwen
Duistere verhalen uit de middeleeuwen is een Belgische stripreeks die begonnen is in januari 1985 met Marc-Renier Warnauts als schrijver en tekenaar.

## Albums
Alle albums zijn geschreven en getekend door Marc-Renier Warnauts en uitgegeven door Le Lombard.
| Nummer | Titel                  |
| ------ | ---------------------- |
| 1      | De ogen van het moeras |
| 2      | De kreet van de valk   |
| 3      | De dans van de beer    |